# Michel Sittow

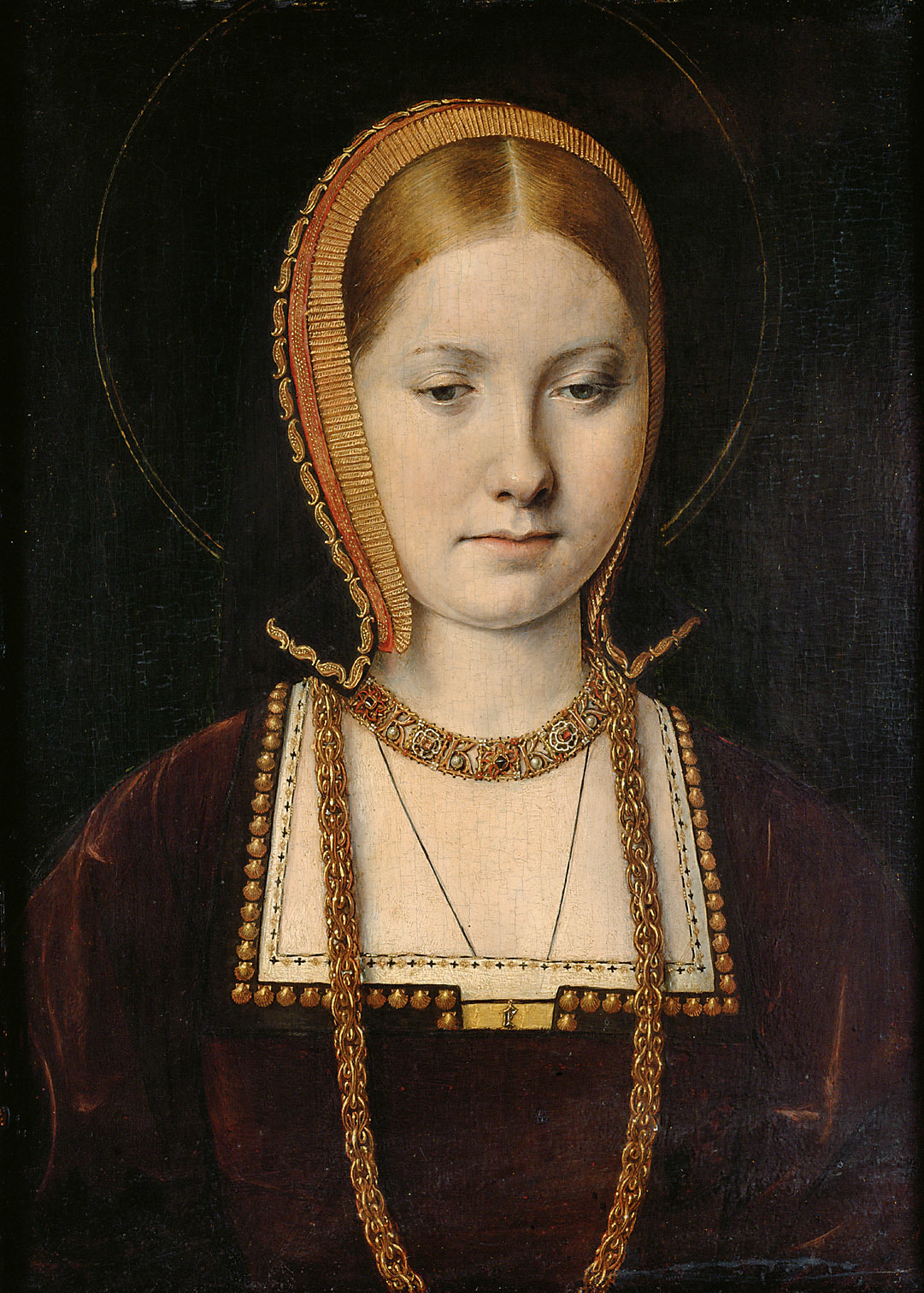
Porträt der Katharina von Aragón

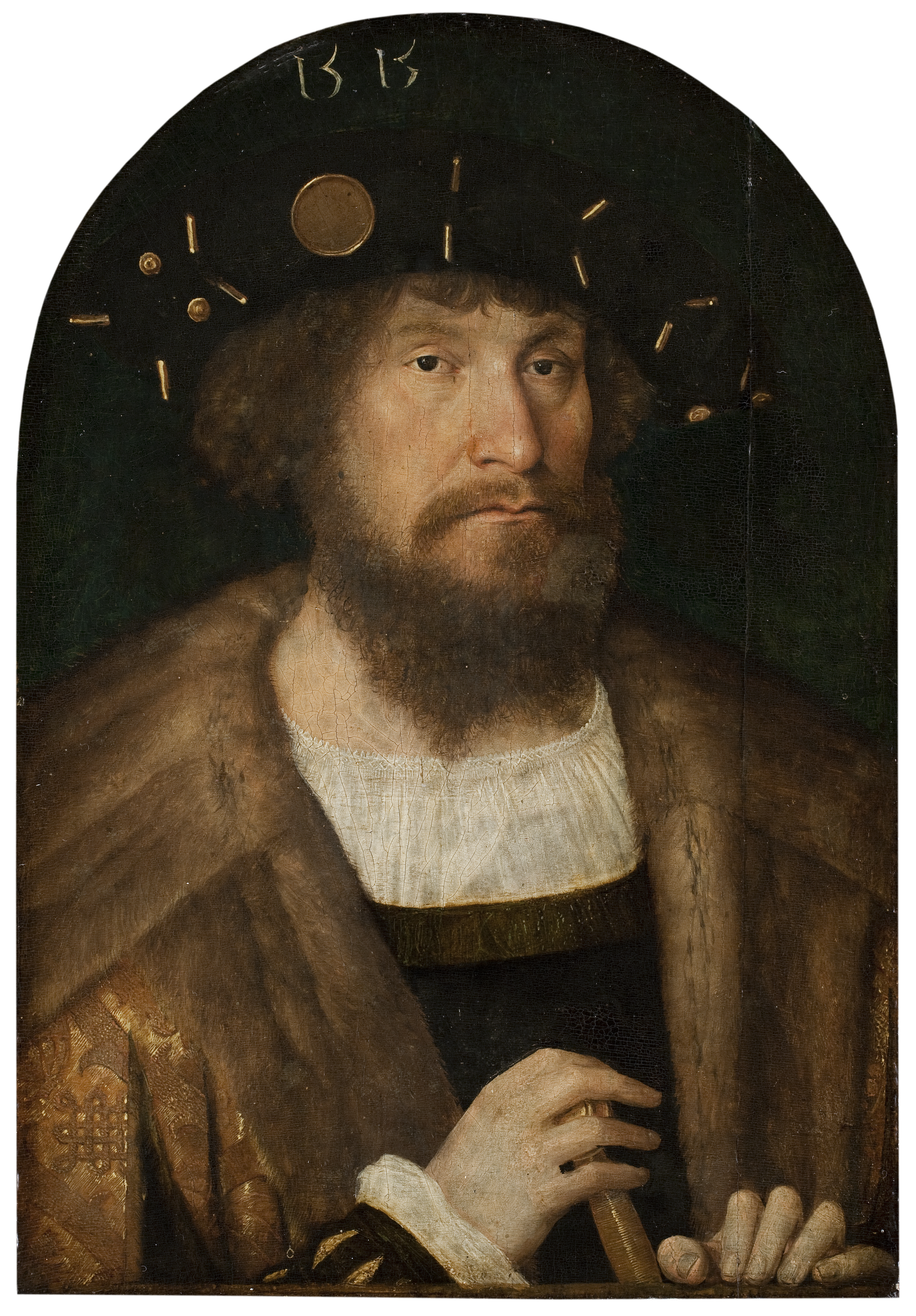
Porträt des dänischen Königs Christian II.

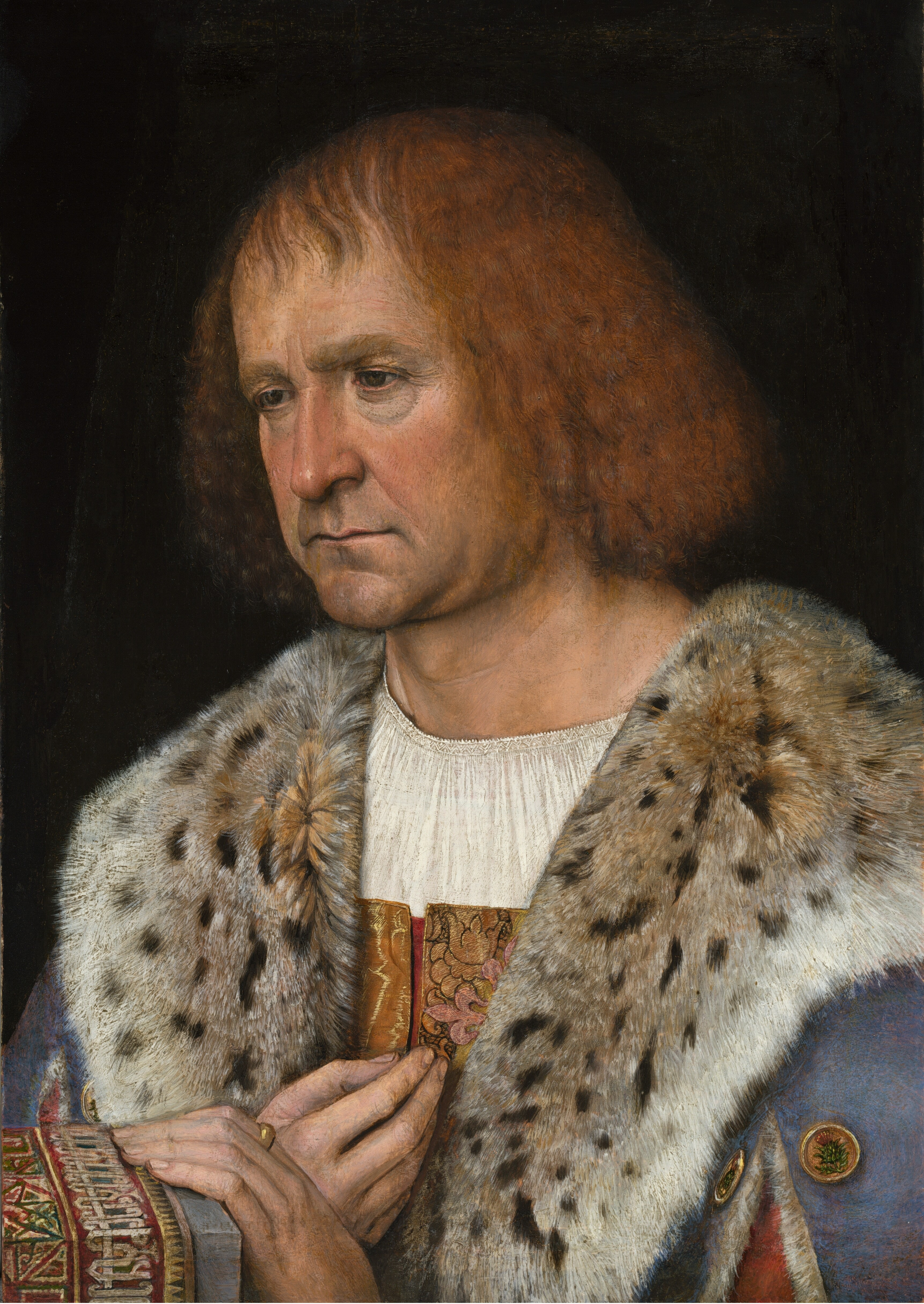
Porträt des Don Diego de Guevara, Schatzmeister der Margarete von Österreich, ca. 1517

Michel Sittow (unsicher: * 1469 in Reval; † 1525 oder 1526 ebenda) war ein deutsch-baltischer Maler.

## Leben
Michel Sittow wurde als erstes von drei Kindern des Kunsttischlers und Malers Clawes van der Sittow († 1482) und dessen zweiter Frau, der finnlandschwedischen Kaufmannstochter Margarethe Molner (oder Mölnare), geboren. Sein Vater war 1454 aus Mecklenburg für die Heirat mit seiner ersten Frau nach Reval im Deutschordensstaat gekommen und war Beisitzer der einflussreichen Revaler Kanutigilde. Anfangs lernte Michel Sittow den Künstlerberuf von seinem Vater, ab 1484 bei Hans Memling in Brügge.
Von 1492 bis 1504 arbeitete Michel Sittow am Hof der kastilischen Königin Isabella I. Er war in Toledo, Ávila, Barcelona, Madrid, Sevilla, Burgos, Granada und anderen spanischen Städten tätig. Seine Wege führten ihn auch in die Dienste des Statthalters der Niederlande, des burgundischen Herzogs Philipp I. Sittow findet in spanischen Texten als Melchior Aleman Erwähnung. Um 1507 malte er wahrscheinlich das Porträt des englischen Königs Heinrich VII.
Mit dem Tod Philipps I. 1506 verlor Sittow seinen wichtigsten Mäzen. 1506 kehrte er wegen des Todes seiner Mutter und Erbschaftsstreitigkeiten nach Reval zurück. Er arbeitete anfangs als Geselle und reichte 1507 sein offizielles Meisterwerk ein, um Mitglied der Kanutigilde zu werden.
1514 erhielt Michel Sittow einen Ruf aus Kopenhagen, um dort das Porträt des dänischen Königs Christian II. zu malen. 1515 arbeitete er an verschiedenen europäischen Höfen, vor allem in den südlichen Niederlanden in Diensten der österreichischen Statthalterin Margarete und in Spanien.
1517 kam er endgültig nach Reval zurück. 1518 heiratete er die wohlhabende Kaufmannstochter Dorothie Allunsze. Der gemeinsame Sohn Michel starb in den 1530er Jahren. 1523 wurde Sittow Aldermann der Kanutigilde und schloss sich im selben Jahr der Reformation an. Wahrscheinlich kurz vor Weihnachten 1525 starb Michel Sittow in Reval an der Pest. Er wurde in der Revaler Nikolaikirche beigesetzt.

## Würdigung
Michael Sittow war einer der technisch versiertesten Maler Europas zu Beginn des 16. Jahrhunderts. Etwa 30 Werke von ihm sind erhalten. Vor allem seine Porträts und Heiligenbilder sind Meisterwerke der Zeit. Daneben schuf er Buchminiaturen und Altargemälde. Seine Gemälde sind stets undatiert. Eine Signatur fehlt.
In seiner Geburtsstadt Reval wurde ihm zu Ehren am Gebäude Raderstraße 22 (estnisch: Rataskaevu 22) eine Gedenktafel angebracht.

## Literarisches
Michel Sittow ist die Hauptfigur in Jaan Kross’ historischem Roman Neli monoloogi Püha Jüri asjus (1970; deutsch Vier Monologe Anno Domini 1506, 1974).